# 奇林翠雀花
奇林翠雀花（学名：Delphinium candelabrum）是毛茛科翠雀属的植物，为中国的特有植物。分布于中国大陆的西藏等地，生长于海拔5,100米至5,300米的地区，多生长在山谷草地及多砾石山坡，目前尚未由人工引种栽培。

## 异名
- Delphinium candelabrum Ostenf. var. monanthum (Hand.-Mazz.) W. T. Wang